# کارکنده (بندرگز)
کارکنده، روستایی است از توابع بخش مرکزی شهرستان بندر گز در استان گلستان ایران.

## جمعیت
این روستا در دهستان انزان شرقی قرار دارد و براساس سرشماری مرکز آمار ایران در سال ۱۳۸۵، جمعیت آن ۱۰۸۸ نفر (۲۷۳خانوار) بوده‌است.

### مردم روستا
خانواده های فغانی ، کشیر، روح افزاء، تیموری، طیموری ،امیرتیموری، البرزی، سلطانی، کیاء، سرکلایی، شیروانی و ذاکری عمده ساکنان این روستا را تشکیل میدهند.
گفته میشود حجت غلامی ( سلطانی) از یاغیان و راهزنان زمان رضا خان نیز در این روستا اقامت نمود و وفات کرد.

## مناطق زراعی
بایلا، سرهنگ زمین، شنگی زمین، میثن زمین، شورایی از جمله مناطق زراعی و حاصلخیز این روستا محسوب میشوند.